# Abd ar-Rahim al-Kib

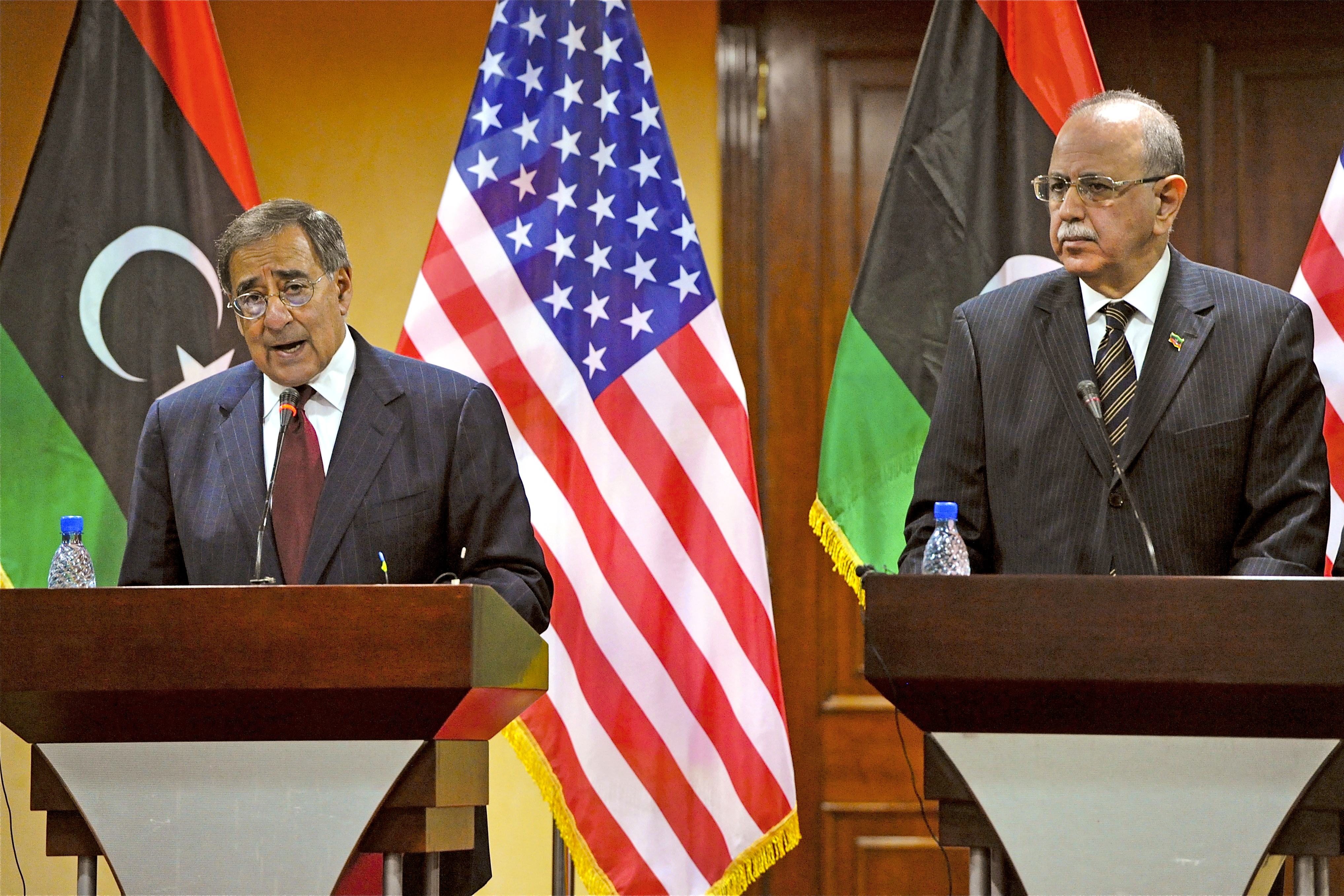
Abd ar-Rahim al-Kib i Leon Panetta. (2011)

Abd ar-Rahim Abd al-Hafiz al-Kib, arab. ‏عبد الرحيم عبد الحفيظ الكيب‎ (ur. 2 marca 1950 w Trypolisie, zm. 21 kwietnia 2020 w Tuscaloosa) – libijski profesor i polityk, premier Libii od 24 listopada 2011 do 14 listopada 2012.

## Życiorys
Abd ar-Rahim al-Kib urodził się w 1950 w Trypolisie, należał do znanej libijskiej rodziny z Sabraty, nadmorskiego miasta położonego na zachód od stolicy. Z wykształcenia elektrotechnik, w 1973 ukończył studia na Uniwersytecie w Trypolisie (studia licencjackie).
W 1975 wyjechał kontynuować naukę do Stanów Zjednoczonych. Rok później ukończył studia magisterskie na University of Southern California, a w 1984 doktoryzował się na North Carolina State University. W 1985 został asystentem profesora, a w 1996 profesorem na University of Alabama, na którym wykładał przez ponad dwie dekady. W późniejszym czasie wykładał również na American University of Sharjah w Szardży (1999-2001), Uniwersytecie w Trypolisie oraz w Petroleum Institute w Abu Zabi (2007-2009). Został autorem wielu prac z dziedziny elektrotechniki oraz członkiem branżowych organizacji i stowarzyszeń, w tym Institute of Electrical and Electronics Engineers oraz Panelu Technologicznego Islamskiego Banku Rozwoju. Posiadał obywatelstwo amerykańskie i libijskie.
Wiosną 2011, po wybuchu powstania i wojny domowej w Libii, przyłączył się do Narodowej Rady Tymczasowej. 31 października został wybrany przez NRT nowym szefem przejściowego rządu Libii, mającego sprawować władzę do czasu organizacji wyborów do konstytuanty w ciągu 8 miesięcy. W głosowaniu pokonał 8 innych kandydatów, a jego kandydatura uzyskała akceptację 26 z 51 członków Rady. Wybór al-Kiba nastąpił w dniu oficjalnego zakończenia natowskiej Operacji Unified Protector oraz 8 dni po oficjalnej deklaracji zakończenia wojny domowej.
22 listopada 2011 ogłosił skład rządu, który 24 listopada 2011 został oficjalnie zaprzysiężony. Już trzy dni później, 27 listopada, przeprowadzono zamach na jego życie. Podczas wizyty w państwowej rozgłośni radiowej w dzielnicy Aszat na peryferiach Trypolisu jego delegacja została ostrzelana przez zamaskowanych mężczyzn. Premier al-Kib nie doznał obrażeń, jednak dwóch członków jego delegacji zostało zabitych, a pięciu odniosło rany. Dwóch z zamachowców zostało zatrzymanych.
Po mianowaniu 12 września 2012 wicepremiera Mustafy Abu Szakura na stanowisko premiera przez nowo wybrany Powszechny Kongres Narodowy, dalej pełnił obowiązki szefa rządu w czasie formowania przezeń gabinetu. 7 października 2012, wobec niepowodzenia misji Abu Szakura i uchwalenia wotum nieufności wobec proponowanego składu jego rządu, parlament dalsze administrowanie krajem powierzył wciąż urzędującemu gabinetowi al-Kiba. 31 października 2012, Powszechny Kongres Narodowy zatwierdził kandydaturę Alego Zajdana na premiera. Jego gabinet zaprzysiężono 14 listopada 2012.